# Římskokatolická farnost Mutěnice
Římskokatolická farnost Mutěnice je územní společenství římských katolíků v hodonínském děkanství s farním kostelem sv. Kateřiny.

## Historie farnosti
První písemný doklad o Mutěnicích pochází z roku 1349. V tuto dobu zřejmě existovala v obci komenda (klášter) řádu johanitů, která měla v čele představeného – komtura. Tehdejší duchovní správa byla tedy pravděpodobně vedená kněžími johanitského řádu. Během husitských válek Mutěnice velmi trpěly probíhajícími boji. Za třicetileté války zde zanikla farnost i škola a kostel byl zcela zpustošen. V roce 1624 se do sousedních Čejkovic přestěhovali olomoučtí jezuité. Do své pastorace převzali nejen Čejkovice, ale i Mutěnice, Kobylí, Bořetice a Hovorany, kde katolická duchovní správa vůbec nebyla. V následujících desetiletích (do roku 1718) byly Mutěnice spravovány z Kyjova a Hodonína.
Zakládací listina duchovní správy v Mutěnicích je datována 5. dubna 1718, kdy zde vznikla Capellania localis, původně pouze expozitura. V březnu 1785 byla v Mutěnicích zřízena samostatná duchovní správa, tzv. Curatia localis (místní duchovní správce již nebyl závislý na hodonínském faráři). V roce 1769 dala císařovna Marie Terezie jako patronka hodonínského panství svým nákladem v Mutěnicích postavit na místě původního zchátralého kostela nový farní chrám. Ke vzniku farnosti v Mutěnicích došlo 23. srpna 1845, kde byla lokálie povýšena na farnost.

## Bohoslužby
| Kostel       | Místo    | Bohoslužba (den)                         | Hodina                                                                                                   | Poznámka     |
| ------------ | -------- | ---------------------------------------- | --- | ------------ |
| sv. Kateřiny | Mutěnice | neděle úterý středa čtvrtek pátek sobota | 7.30,09.30 18.00 (zimní čas)/18.30 (letní čas) 18.00 (pro děti) 18.00 (zimní čas)/18.30 (letní čas) 7.30 | Farní kostel |

## Duchovní správci
Prvním farářem byl roku 1845 jmenován a instalován dosavadní lokalista P. Maxmilian Strobl, rodák z blízkého Starého Poddvorova. Od srpna 2011 byl farářem R. D. Mgr. František Putna, který v září 2023 odešel do Velkých Pavlovic a v Mutěnicích jej nahradil R. D. Mgr. Ing. arch. Jiří Jeniš.

## Duchovní povolání ve farnosti
K prosinci 2017 pochází z farnosti 14 kněží, 2 řeholníci a 7 řeholních sester.

## Aktivity ve farnosti
Farnost pořádá postní duchovní obnovu, letní dětský tábor. Na začátku školního roku se koná mše svatá za školáky s požehnáním školních pomůcek.
Na 22. říjen připadá Den vzájemných modliteb farností za bohoslovce a bohoslovců za farnosti brněnské diecéze. Adorační den se koná 15. srpna.
Ve farnosti se pravidelně pořádá tříkrálová sbírka. V roce 2014 se při ní vybralo 55 095 korun, o rok později 75 967 korun. V roce 2016 se při sbírce vybralo 75 227 korun. Výtěžek sbírky v roce 2019 dosáhl 97 948 korun.
Farnost se pravidelně zapojuje do projektu Noc kostelů.